# Obscene Extreme

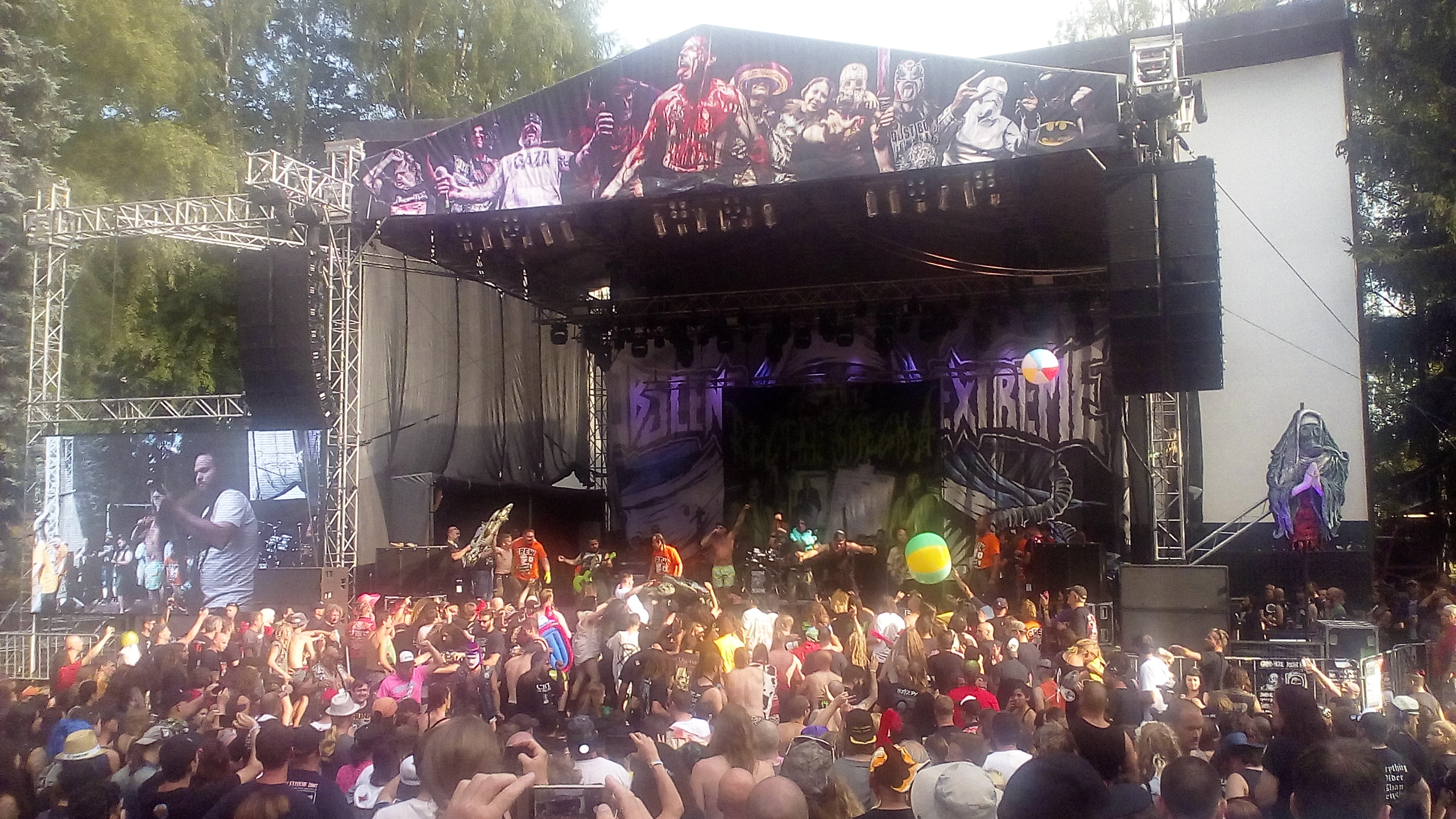
Obscene Extreme 2018

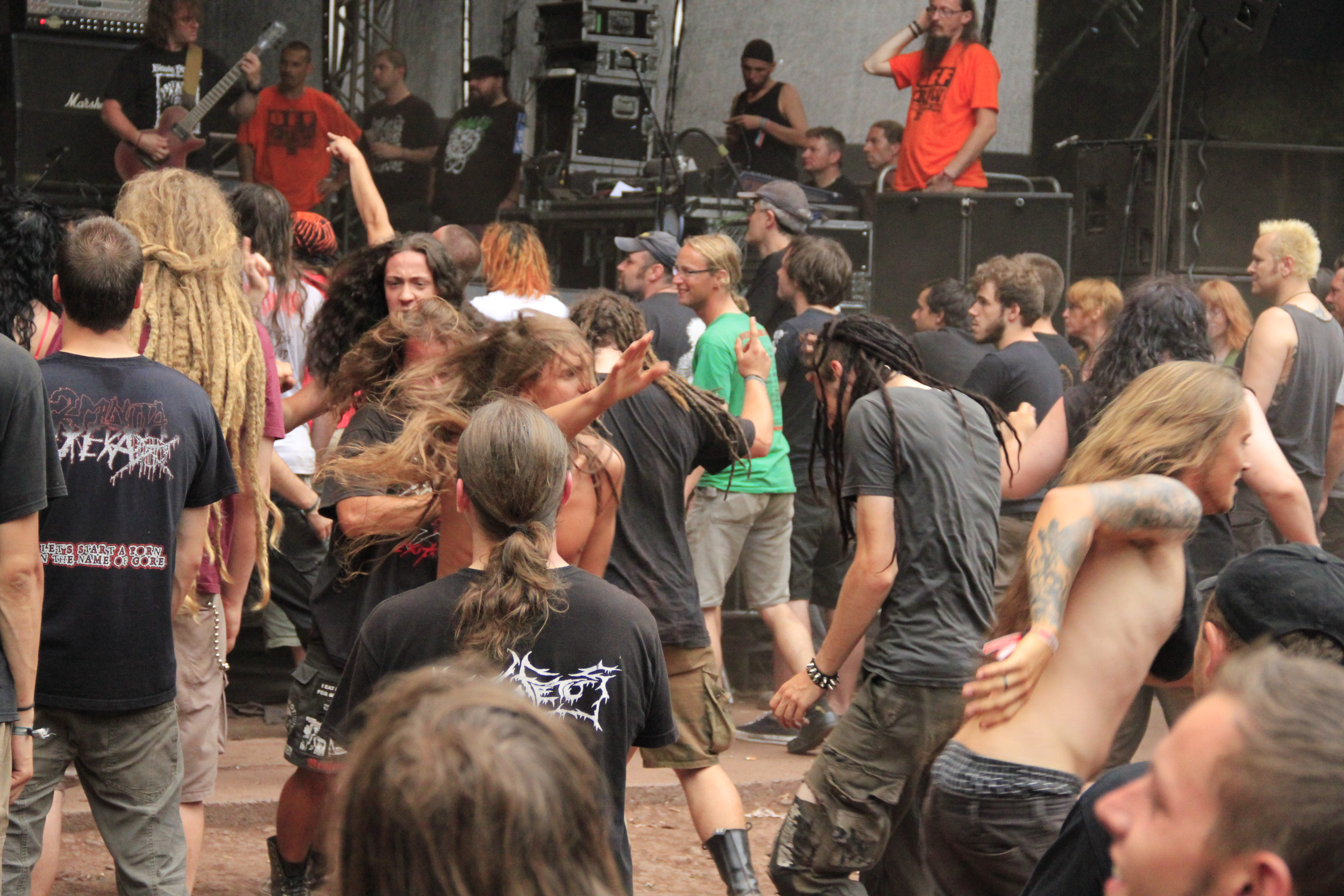
Obscene Extreme 2010

Obscene Extreme, nebo krátce OEF, je hudební festival zaměřený na žánry extrémního metalu, jako jsou death metal, grindcore, nebo i hardcore punk. Koná se každoročně v Trutnově v okrese Trutnov v Královéhradeckém kraji. Obscene Extreme založil v roce 1999 Miloslav „Čurby“ Urbanec jako oslavu narozenin. Americký server Vice jej v roce 2015 popsal jako „nejbláznivější grindcore party v Evropě“. Festival se dle Českého rozhlasu vyznačuje „mimořádně tolerantní a přátelskou náladou“. Festival nabízí v areálu výhradně vegetariánskou a veganskou stravu.